# 헤어 누드
헤어 누드(일본어식 영어: ヘアヌード, hair nude)는, 음모가 수정되지 않고 찍혀있는 누드 사진 · 영상. 일본에서는 이전에 수정이 의무화되어있는 등의 규제가 있었지만, 1990년대 초에 사실상의 해금 상태로 되고, 일대 붐을 일으켰다.
일본에서의 외국에서는 음모의 노출의 유무가 외설의 판단 기준은 아니었기에, 일본에서만 의미를 가지는 개념이다.

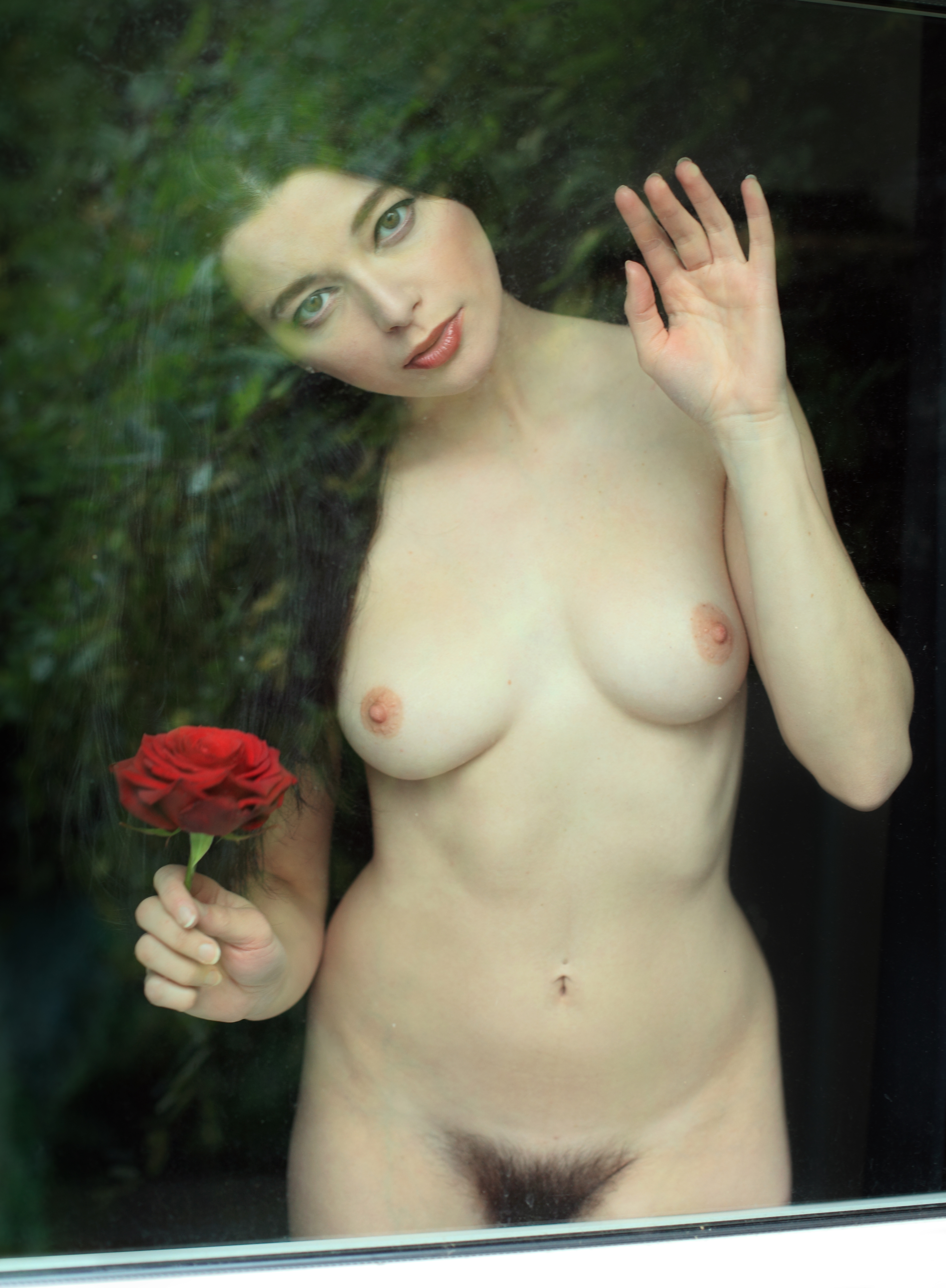
헤어 누드

## 개요: 용어의 유래

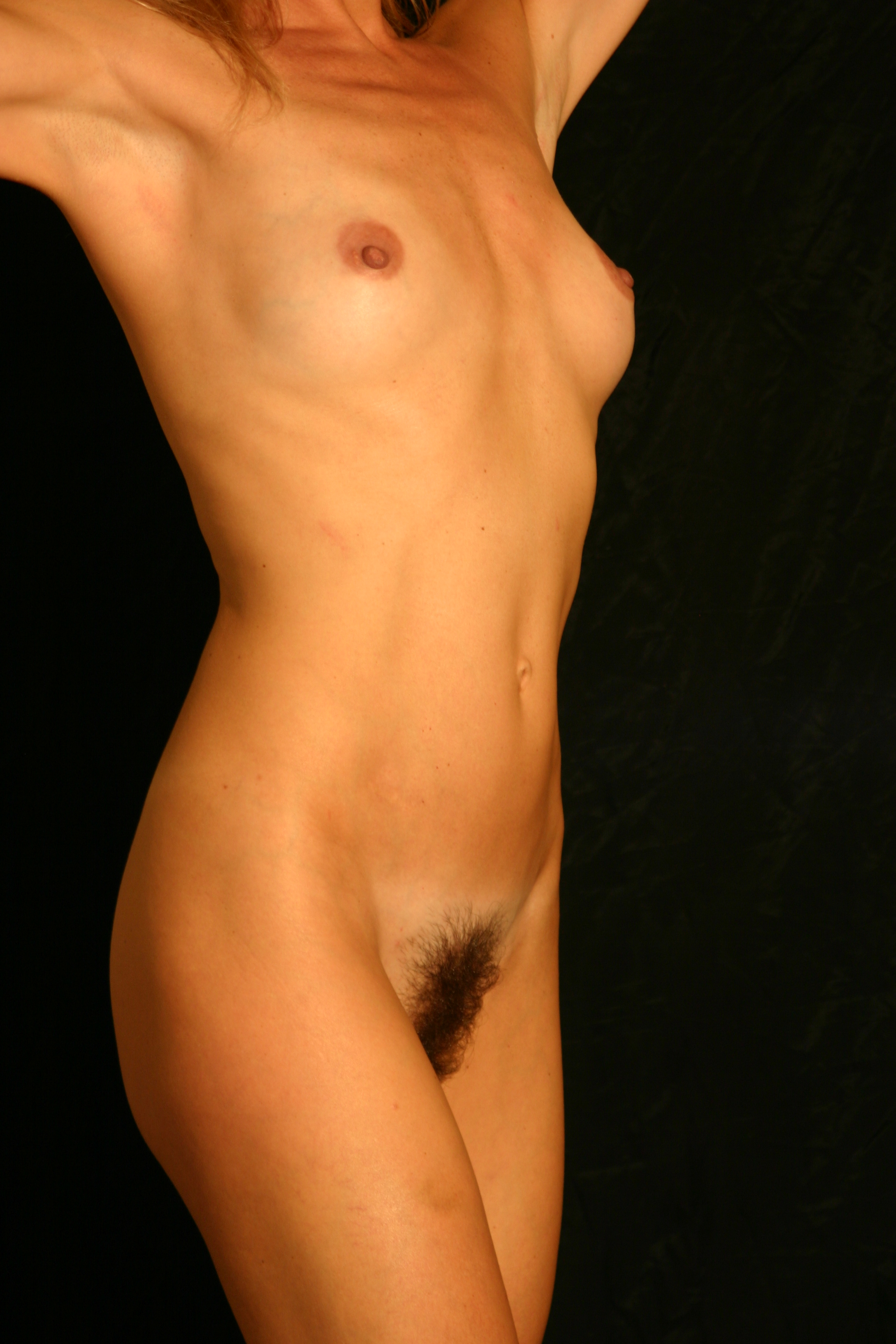
스튜디오 촬영의 헤어 누드

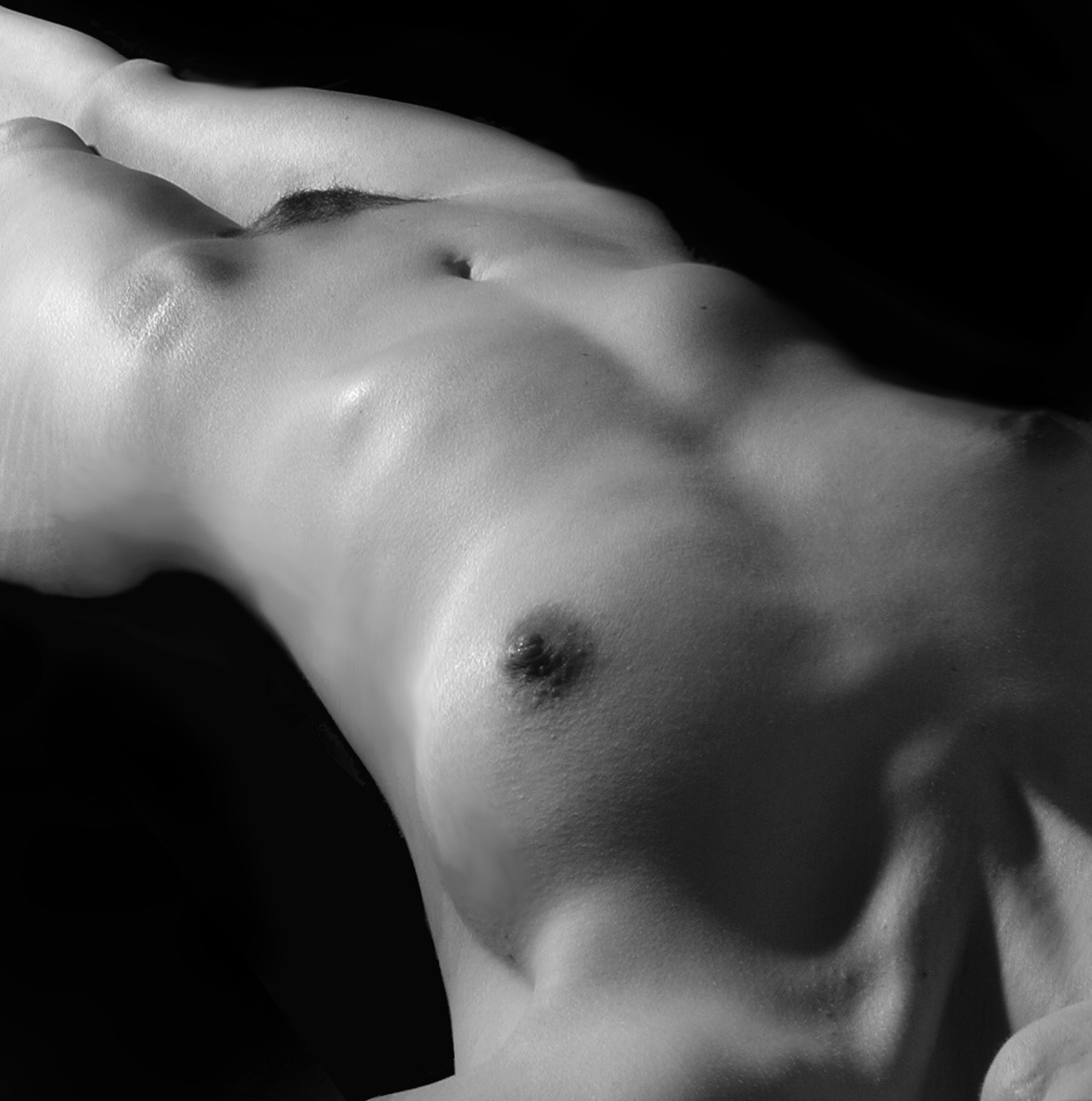
흑백 사진의 헤어 누드

고단샤의 편집자 모토키 마사히코(元木昌彦)가 주모자가 되어 『슈칸겐다이』에서, 「누드」에 음모를 의미하는 일본어식 영어「언더 헤어」(새의 깃털 등의 뜻)을 조합한 「헤어 누드」라고 표기한 것에서 시작한다(본래 영어에서 음모는 'pubic hair'). 모토키는 이 공적에서 「헤어 누드의 아버지」로 불린 적도 있다.
외설물의 정의나 관련 법규가 다른 서양 등의 일본에서의 외국에서는, 애초에 음모의 유무가 특별히 주목 · 문제시되는 것이 그닥 없었기에 동의어는 존재하지 않으나, 영어의 속어로는 「full frontal」 등이 가깝다.

## 역사

### 전사
외설물 배포 등의 죄가 제정된 메이지 시대에서, 다이쇼, 쇼와의 전쟁 전, 전쟁 후에 달하기까지, 보수적인 일본의 경찰 당국은, 사진 표현에 관해서는 국부가 찍혀있는가 아닌가를 기준으로 외설물 배포 등의 죄에 해당하는지 아닌지를 판단해왔다. 그리고 단속할 때는, 음모에 대해서도 국부의 일부로 해석해서 규제의 대상으로 해왔다. 그로 인해, 표현의 자유를 원하는 사진가는, 아사다 나미(麻田奈美)의 누드를 촬영한 아오야기 요이치(青柳陽一)처럼, 사과 등의 소품을 사용해 교묘하게 음모를 숨기거나, 잡지 편집자가 출고 전의 단계에서 수정을 행하는 등으로 음모를 숨시고 있었으나, 이미 메이지 시대부터 예술과 표현의 자유의 대의명분에서, 그러한 규제는 비판의 과녁이 되어있었다.

### 1960년대, 70년대 「규제의 안에서」
전후가 되어서, 스트립은 해금되었으나, 1940년대, 50년대까지는, 잡지, 영화 매체에 있어서도 누드 표현 자체가 극히 적었다. 그러나, 1960년대가 되면, 사진 잡지나 핑크 영화 등을 중심으로, 누드 표현이 점차 늘어났다. 특히 60년대 후반에는, 니혼테레비의 11PM이나 와카마쓰 고지의 핑크 영화, 데라야마 슈지의 언더그라운드 연극 등이, 적극적으로 누드를 취급하게 되었다. 1970년대, 경찰에 의한 엄격한 규제의 안에서 표현가는 격투를 시작했다. 1973년, 도에이 포르노 『공포 여학교 · 애니멀 동급생(恐怖女子校・アニマル同級生)』 주연의 오리베 유코(織部ゆう子)의 흰 속옷으로 음모를 투과한 스틸 사진이 잡지에 게재. 또,  동년은 만화 표현에 있어서도 여성의 음모를 제거하는 주인공이 나오는 극화 『밑을 깎는 한지로(下苅り半次郎)』(고이케 가즈오(小池一夫) 작, 고에 사토미(神江里見) 그림)이 등장한, 이 시기, 규제 없는 서양 영화를 일본에서 상영할 때는 영화윤리위원회의 지도 감독에 따른 흐림 처리가 들어있었지만, 맬리시우스의 최종 장면에서 지우는 것을 잊는 등 음모의 노출도 있었다. 이 규제 없는 서양 영화를 일본에서 그대로 상영할 수 없는 것이 후의 헤어 표현 해제로의 큰 이유로 된다.
그와 같은 환경 아래에서도, 야마모토 신야(山本晋也) 등, 감히 아슬아슬하게, 가발을 음모로 착각시키는 표현으로 도전적 표현을 하는 것은 있었다. 와카마쓰 고지 프로듀스, 오시마 나기사 감독의 「감각의 제국(愛のコリーダ)」(마쓰다 에이코(松田英子) 주연, 1976년)에서는 실제 성행위를 그리고, 권력에 대해서 정면으로 싸우는 것을 도전했다.
성인용 잡지(이른바 비닐 책(ビニ本), 에로 책(エロ本) 등)에서는, 옷감이 얇은 속옷을 젖히는 등의 스케판(透けパン, 비치는 속옷)이 붐으로 되고, 포르노 잡지 자동 판매기가 각지에 설치된 적도 있어서, 1978년부터 수년의 사이 최전성기를 맞이하나, 발행처의 출판사가 적발되거나, 행정에서 주의를 받는 등으로 음모가 비치는 사진 표현은 일단 유통에서 모습을 지운다. 반대로, 일반 유통을 거치지 않는, 이른바 「뒷책(裏本)」 등의 게재는 계속되고, 그 시장을 번성하게 했다.

### 1980년대 「대항」
1980년대에 들어서면 상황은 바뀌기 시작해, 표현가 측의 헤어 표현이 우세로 되어간다.
1981년 3월 19일, 『주간 신초 3월 26일호』에 있어서, 스트리커 여성의 무수정 헤어 누드 사진이 게재되었다. 그때까지의 비닐 책 등 소규모 유통의 잡지와 다르게 큰손 주간지에 의한 게재는 처음으로, 버라이어티 쇼에서도 거론된 이 호는 즉시 완매로 되고, 경찰의 대응은 엄중 주의에 그쳤다.
하지만, 동년에 한편 다코 하치로(たこ八郎)가 출연하고 있던, 음모 그대로 노출한 『사GIRL(写GIRL)』『우타마로(歌磨呂)』가 통신 판매로 돌아다니는 것이 적발되고, 1983년 2월에는 국회에서 소녀 잡지에서의 노골적인 성교 기사가 문제시된 여파로, 『갸루즈 라이프(ギャルズライフ)』가 폐간되는 등 엄격한 규제는 계속됐다. 그러한 안에서, 스에이 아키라(末井昭) 편집의 잡지 『사진 시대(写真時代)』(뱌쿠야쇼보(白夜書房), 1981년-1988년)에는 아라키 노부요시 등에 의한 누드를 게재하고 있었으나, 이것에는 때때로 음모가 찍혀 있던 적이 있고, 또 로버트 메이플소프의 사진집 「Lady 리사 라이온(Lady リサ・ライオン)」(다카라지마샤(宝島社), 1984년)이나 「브루터스(ブルータス)」지(매거진 하우스(マガジンハウス))의 특집 「알몸의 절대온도(裸の絶対温度)」(1985년-)에서도 음모가 찍힌 사진이 게재되어, 사진가나 출판사는 예술로의 사진 표현을 주장하고, 무엇을 가지고 「외설」이라고 판단하는가는 논쟁으로 되고 있었다.
그런 예술 표현으로의 헤어 용인을 원하는 목소리가 높아지는 가운데, 1985년, 도쿄 국제 영화제에 있어서, 예술 표현으로의 특례로 『1984』 등으로 무수정인 헤어 영상이 상영된다. 이해, 쌓인 감정을 터뜨리듯이 『후쿠무스메(福娘)』『뉴 누드(ニューヌード)』『펜트하우스(ペントハウス)』『브루터스(ブルータス)』『엔마(エンマ)』 등으로 잇따라 헤어 누드가 게재되고, 그중 펜트하우스는 적발되어, 전면 해금으로는 이르지 못했다. 동년 6월,  시노야마 기신은 그 상황에서 항의하는 것처럼 『요쓰야 시몬 사진집(四谷シモン写真集)』에서 인형에게 음모가 자란 표현을 행하는 등 도전적 자세를 잡고 있다. 또, 소년 만화에 있어서도 『소년 챔피언(少年チャンピオン)』 연재의 『나는 윌리!(ぼくはウィリー！)』(다치하라 아유미 작)에서 음모가 묘사되는 등, 헤어 표현은 서서히 나아가면서 그 진지를 확대해갔다.

### 1990년대 전반 「헤어 해금」
1990년대는, 결국 헤어 해금의 시대로 된다. 1990년 5월, NHK 교육 텔레비전이 시노야마 기신 촬영의 『TOKYO NUDE』의 헤어 사진을 방영. 동년에는 온천 소개 비디오 『미녀기 · 여자의 비탕(美女紀・女の秘湯)』에서 헤어가 나오는 등, 본격적인 헤어 해금 시대의 개막이 된다.
1991년 1월, 시노야마 기신 촬영의 히구치 가나코(樋口可南子) 사진집 『water fruit 불측의 사태(water fruit 不測の事態)』에서는 수장의 사진에 명백하게 찍혀있었으나, 경찰은 적발을 행하지 않고, 구두에서의 경고로 그쳤다. 이것이 사실상의 일본의 출판 · 영상 업계에 있는 「헤어 해금」으로 되고, 이후 계속 출판되는 헤어 누드 붐의 선수를 달리게 되었다.
4월에 『ANAN』에서 남성을 모델로 한 헤어 노출하고 있던 모토키 마사히로가 7월에 헤어 누드 사진집 『화이트 룸(ホワイト・ルーム)』을 발매, 더욱이11월, 당시 톱 아이돌이었던 미야자와 리에의 『Santa Fe』가 발표돼 사회적 관심사로 되었다. 미야자와의 헤어 누드는 결정적으로, 이 이전과 이 이후에서 누드 표현이 알 수 있을 정도의 충격을 주고, 사회의 누드에 대한 생각도 크게 바뀌었다. 미야자와의 영향으로, 페미니즘(여성해방 · 여성주체)의 자세에서 누드가 늘어나, 인기 있는 예능인이 헤어 누드(전라)까지 보여주는 턱도 낮아졌고, 가도마쓰 가노리(角松かのり) · 미우라 아야네(三浦綺音) · 아소 히로미 · EN DOLL 등, 아이돌성을 유지한 채로 누드까지 보이는 누드 아이돌(누돌)이라고 불리는 아이돌도 활동했다. 한편, 그러한 붐의 가운데, 다카스 모토지(高須基仁) · 후타미 사토루(二見暁) 등, 「벗기는 사람(脱がし屋)」이라고 불리는 헤어 누드의 주모자가 암약하게 된다. 
7월 10일에는, 도쿄 국제 영화제에서 『누드 모델』이 무수정인 채로, 예술성을 다투는 목적 위에서 상영된다. 이것은 각국 영화제에서는 무수정으로 상영되는 것이 일본만 안 되는 것은 이상하다는 세관과 영화윤리위원회의 판단에 의한 것으로, 예술성이 높은 것에 관해서는 헤어 표현이 허가되는 흐름이 나타났다.
그리고 1992년 4월 27일, 영화윤리위원회는 외설 기준의 재검토를 공표하고, 10월부터 「원칙으로 일상생활을 묘사하는 것의 음모 표현은 문제 없음」이라고 견해를 내고, 이것에 의해 흐름은 결정적으로 바뀐다. 동년 6월에는 도고 겐(東郷健)이 수입 포르노 세관 몰수 사건에 승소하고, 개인이 즐기는 부분에는 나무랄 수 없다는 것으로 되었다.
하지만 한편 경찰은 「음모보다 더욱 과격화한 성기의 노출 표현」에 대해서 단속을 진행했다. 결과, 1991년 5월 『주간 테미스(週刊テーミス)』의 AV 현장 촬영에서 남배우의 음모뿐만 아니라 성기가 무수정으로 게재된 건에서 편집장은 시말서를 제출하고, 이 잡지는 폐간했으며, 같은 7월에 일부러 성기를 게재한 『스파이(スパイ)』지도 머지않아 적발되어 폐간으로 되었다. 1994년에는, 가노 덴메이(加納典明)의 『더 덴메이(ザ・テンメイ)』로의 경고에 이어, 이듬해 1995년 2월, 『기쿠제2!(きくぜ2！)』를 적발, 가노와 다케쇼보 사장을 체포하고, 『더 덴메이』를 휴간으로 몰아넣었다.
또, 의연한 음모 표현에 대해서도, 1992년 4월에 헤어 누드를 올린 아라키 노부요시의 『사 광인 일기(写狂人日記)』를 적발, 『주간 포스트(週刊ポスト)』로 경고를 내는 등을 하고, 1993년 1월의 『주간 신초 1/14양호』의 헤어 누드에서는 「발행 부수의 많음」, 「예술성은 인정되지만, 일부에서 헤어 해금을 받아들일 수 있는 우려가 있음」(경시청)이라는 이유로 사정 청취를 행하고 있다. 그러나, 미야자와 리에 이후의 세력은 멈추지 않고, 헤어를 이유로 한 규제는 행해지지 않게 되고, 대량의 헤어 누드 사진집이 1990년대를 통틀어 출판되었다.

### 1990년대 후반 · 「일반화」
1995년 이후 인터넷이 일반화해 가면서, 직접 무수정의 해외 표현을 열람할 수 있게 되고, 음모가 찍혀있는지 아닌지를 외설의 기준으로 하는 것은, 전혀 무의미한 것으로 되어왔다. 그로 인해 잡지(주간지, 월간지 등)의 그라비아나 사진집, 어덜트 비디오, 이미지 비디오 등 여러 매체에서 헤어가 찍혀 있는 것은 특별한 것이 아니라, 오히려 잡지에 헤어 누드가 없으면 이상할 정도로 매주, 매월 헤어 누드를 올리게 되고, 그중에는 그라비아 전체가 어덜트 모델에 의한 헤어 누드라는 일반지도 있었다. 이렇게 해서, 누드는 성기만 보이지 않으면 「누드=헤어 누드」라는 것으로 되어, 대부분의 어덜트 모델이 헤어 누드를 보이는 것은 그 모델을 (AV 여배우로) 내팔기 위한 수단으로 되어왔다. 하지만, 화제성으로의 헤어 누드는 남고, 사진집이 단속적으로 계속 출판된다。
1990년대도 종반이 되면, 과열화한 헤어 누드의 유행도 조용해지는 방향으로 향해 가나, 1997년에는 미야자와와 같은 당시 톱 아이돌이었던 간노 미호의 『NUDITY』가 화제를 얻는다. 더욱이 2000년대에 들면 인터넷의 이용도 국민화하고, 출판 불황이라 불리는 상황으로 되어오고 있었으나, 그중에서도 2002년에 마쓰자카 게이코의 『벚꽃 전설(さくら伝説)』이 크게 매상을 올리거나 하였다.

### 2000년대 후 「새로운 규제」
이렇게 해서 헤어 누드 전체로의 탄압은 없어졌지만, 관헌의 규제는, 청소년 보호 육성 조례로 청소년 보호를 이유로 행하게 된다.
2004년(헤이세이 16년) 2월에 일본프랜차이즈체인협회(日本フランチャイズチェーン協会)(JFA)가 출판윤리협의회(出版倫理協議会)에 대해서, 「모든 불건전 도서에 대해서, 미성년이 열람할 수 없게끔 포장, 봉띠 등을 완전 실시한다」 등의 자주 규제 강화 방침을 제시하고, 그것을 받아들이고 큰손 주간지 『주간 포스트(週刊ポスト)』『슈칸겐다이』가 헤어 누드 그라비아의 게재를 그만두고, 후에 후쿠로토지(袋とじ, 잡지 · 서적의 페이지를 봉투로 감싸둔 것. 목적은 서서 읽는 것을 방지하는 것) 등으로의 게재로 바뀌었다. 그렇게 해서 헤어 누드는 주로 사진 주간지 「프라이데이(フライデー)」「포커스(フォーカス)」, 글리고 「실화지」라고 불리는 잡지에 게재되게 되어갔으나, 도쿄도청의 청소년 · 치안대책본부가 07년 12월 하순, 주간지 3지의 편집장을 부르고, 「청소년 건전 육성 조례에 반하는 그라비아의 게재를 그만두지 않는 경우는 유해 도서 지정을 행한다」고 암시해 규제를 계획했다.
또, 헤어가 외설 기준에서 벗어났지만, 성기 표현은 에도 시대의 춘화여도 「외설」이라고 판정된 적이 있고, 2015년에는 춘화와 누드를 동시 게재한 잡지가 경시청에 구두로 지도를 받고 있다.
인터넷의 일반화에 의해서, 이러한 헤어를 포함해서 포르노 규제는, 국경을 가볍게 넘고, 연령 제한의 의론도 공동화되고, 일본의 헤어 해금은, 겨우 이 흐름에 탔다고도 할 수 있다.

## 여성 시선의 누드
사진가인 사라이 마리(更井真理)는 여자 시선의 누드 사진집을 발표하고, 화제로 되었다. 「아이들에게 있어서 불건전한 누드를 숨어서 보는 것보다도, 건전한 누드를 더 접하게 하는 기회를 점점 늘게 해야 한다. 성에 대해서 바른 눈을 가질 수 있다(보수파의 기모토 노리코(木元教子))」라는 이유에서, 학교의 도서관에 미야자와 리에 『Santa Fe』(시노야마 기신 촬영)을 넣으려고 하는 운동조차 일어났다.
누드도 꺼리지 않는 여배우인 미우라 아야네는, 「아무래도 남자의 시선을 의식하고 있는」 어중간한 포즈를 싫어하고, 「그런 걸 할 바에는 전부 벗는 쪽이 기분 좋다」고 발언했다. 1999년의 에스미 마키코 『ESUMI』는 남성뿐만 아니라 여성에게서도 호감을 받았다.
2009년, hitomi의 『LOVE LIFE2』는, 임신 중에 촬영된 「머터니티 누드」로, 동세대 여성에게서의 반향이 컸고, 일부 임산부의 사이에서 누드 촬영을 하는 현상이 일어났다.

## 주요 사진집
| 모델                        | 타이틀                                            | 촬영                                                  | 출판 연월   | 출판사 · 비고                                                                                      |
| --------------------------- | ------------------------------------------------- | ----------------------------------------------------- | ----------- | -------------------------------------------------------------------------------------------------- |
| 히구치 가나코(樋口可南子)   | water fruit                                       | 시노야마 기신                                         | 1991년 2월  | 아사히 출판사(朝日出版社). 헤어 누드 해금의 기념비적 사진집.                                       |
| 마쓰오 가요(松尾嘉代)       | 황금향(黄金郷)                                    | 오모리 유사쿠(大森雄作)                               | 1991년 7월  | 다이리쿠쇼보(大陸書房)。당시 48세로, 「숙녀 헤어 누드」의 시효로 되었다.                           |
| 모토키 마사히로             | white room                                        | 시노야마 기신                                         | 1991년 8월  | 아사히 출판사                                                                                      |
| 미야자와 리에               | Santa Fe                                          | 시노야마 기신                                         | 1991년 11월 | 아사히 출판사. 당시의 톱 아이돌에 의한 헤어 누드 사진집. 신문의 전면 광고도 화제로 된다.           |
| (복수 모델)                 | 사랑의 형태 Love is Love(愛のかたち Love is Love) | 가나자와 야스시(金沢靖)                               | 1992년 6월  | 다케쇼보                                                                                           |
| 시마다 요코                 | KirRoyal                                          | 엔도 다다시(遠藤正)                                   | 1992년 9월  | 다케쇼보                                                                                           |
| 이시다 에리(石田えり)       | 죄 -immorale-(罪-immorale-)                       | 헬무트 뉴튼                                           | 1993년 3월  | 고단샤. 세계적으로 저명한 사진가에 의한 사진집.                                                    |
| 헨미 마리(辺見マリ)         | INFINITO                                          | 다니구치 세이(谷口征)                                 | 1993년 5월  | 다케쇼보                                                                                           |
| 야마모토 린다(山本リンダ)   | WANJINA                                           | 엔도 다다시                                           | 1993년 5월  | 다케쇼보                                                                                           |
| 아소 마미코(麻生真宮子)     | FAKE                                              | 와타나베 다쓰오(渡辺達生)                             | 1993년 6월  | 스콜라(スコラ)                                                                                     |
| 니시카와 미네코(西川峰子)   | PRIVATE                                           | 사토 겐(佐藤健)                                       | 1993년 7월  | 후가쇼보(風雅書房)                                                                                 |
| 가와시마 나오미             | WOMAN                                             | 와타나베 다쓰오                                       | 1993년 8월  | 와니 북스(ワニブックス)                                                                            |
| 데비 스카르노               | Madame D 슈가(Madame D 秀雅)                      | 후지이 히데키                                         | 1993년 11월 | 스콜라                                                                                             |
| 니시키노 아키라             | REVOLUTION45                                      | 시미즈 세이타로(清水清太郎)                           | 1993년 12월 | 리드샤(リイド社)                                                                                   |
| 미야자키 마스미(宮崎ますみ) | XX Holy Body                                      | 나가하마 오사무(長濱治)                               | 1993년 12월 | 게이분샤(勁文社)                                                                                   |
|                             | YELLOWS                                           | 고미 아키라(五味彬)                                   | 1993년      | 일본 첫 CD-ROM 사진집. 1991년에 발매 중지로 된 사진집을 CD-ROM화.                                  |
| 오타케 히토에(大竹一重)     | 히토에(ひとえ)                                    | 사와타리 하지메(沢渡朔)                               | 1994년 5월  | 다케쇼보. 미스 일본 그랑프리 대회의 부문상 「미스 플라워」.                                        |
| 다케이 미도리(竹井みどり)   | 오타루 호텔(小樽ホテル)                           | 사와타리 하지메                                       | 1994년 11월 | 리드샤                                                                                             |
| 다카오카 사키               | one、two、three                                   | 시노야마 기신                                         | 1995년 1월  | 분가샤(ぶんか社)                                                                                   |
| 오사와 미키오(大沢樹生)     | Trip                                              | 가와구치 히로히사(川口裕久)                           | 1995년 6월  | 분가샤                                                                                             |
| 오기노메 게이코             | Breezy day                                        | 시노야마 기신                                         | 1995년 11월 | 아사히 출판사                                                                                      |
| 후지타 도모코(藤田朋子)     | 도노 소설(遠野小説)                               | 아라키 노부요                                         | 1996년      | 발매 직후에 급거 발매 중지.                                                                        |
| 비비언 수                   | VENUS                                             | 첸 아키라(陳文彬)                                     | 1996년 7월  | 분가샤                                                                                             |
| 아마치 마리                 | 도쿄 모가(東京モガ)                               | 사와타리 하지메                                       | 1997년 7월  | 못쓰 · 코퍼레이션(モッツ・コーポレーション)/리드샤(リイド社)                                       |
| 간노 미호                   | Nudity                                            | 미야자와 마사아키(宮澤正明)                           | 1997년 8월  | 인디펜던스. 20세의 생일에 발매. 발매 기자 회견에서 간노가 울어 화제로.                             |
| 슈토 야스유키(首藤康之)     | POSSESSION                                        | 구리가미 가즈(操上和美)                               | 1997년 10월 | 고쇼샤 출판(光琳社出版)                                                                            |
| 하라 지아키(原千晶)         | BORABORA                                          | 시노야마 기신                                         | 1997년 11월 | 쇼가쿠칸. 1995년도의 「클라리온 걸(クラリオンガール)」.                                            |
| 하야시바 나오코(林葉直子)   | SCANDAL                                           | 노무라 세이이치(野村誠一)                             | 1998년      | 티아이에스(テイアイエス)                                                                           |
| 하즈키 리오나(葉月里緒菜)   | RIONA                                             | 시노야마 기신                                         | 1998년      | 분가샤                                                                                             |
| 스기타 가오루               | 여배우 놀이(女優ごっこ)                           | 시노야마 기신                                         | 1998년      | 쇼가쿠칸. 사진집 발매 후에 버라이어티 쇼 등으로의 출연이 늘어 재브레이크.                          |
| 레오나(レオナ)              | 레오나의 숲(レオナの杜) 푸른 레오나(碧きレオナ)   | 오토모 쇼에쓰                                         | 1998년      | 엠에스피(エムエスピー)                                                                             |
| 고지마 히지리(小島聖)       | West by South                                     | 시노야마 기신                                         | 1999년 1월  | 아사히 출판사                                                                                      |
| 이노우에 하루미(井上晴美)   | LIVE                                              | 시노야마 기신                                         | 1999년 9월  | 겐토샤(幻冬舎)                                                                                     |
| 고야나기 루미고             | EL VENENO                                         | 오자와 주쿄(小沢忠恭)                                 | 1999년 10월 | 바우하우스                                                                                         |
| 아유카와 아미(鮎川あみ)     | Accidents TOKYO AMI                               | 시노야마 기신                                         | 2000년 12월 | 아사히 출판사                                                                                      |
| 가와카미 마이코(川上麻衣子) | MAIKO KAWAKAMI                                    | 시노야마 기신                                         | 2001년      | 쇼가쿠칸. 헤어 해금 전의 1983년에 촬영된 17세 때의 미공개 헤어 누드 사진을 수록.                   |
| 마쓰자카 게이코             | 벚꽃 전설(さくら伝説)                             | 모리 미쓰히로(毛利充裕)                               | 2002년      | 포브릭(フォーブリック). 50세에서의 첫 헤어 누드 사진집.                                            |
| 가데나 레온(かでなれおん)   | 알몸의 레온(はだかのれおん)                       | 시노야마 기신                                         | 2004년      | 아사히 출판사                                                                                      |
| 가노 미카(叶美香)           | Sweet Goddess                                     | 가노 교코(叶恭子)                                     | 2006년      | 바우하우스                                                                                         |
| 고지마 가나코(小島可奈子)   | Moon&Sun                                          | 하시모토 마사시(橋本雅司) 모리 미쓰히로               | 2006년      | 바우하우스                                                                                         |
| 가구라자카 메구미           | 살색(はだいろ)                                    | 마쓰다 다다오(松田忠雄)                               | 2008년      | 고단샤                                                                                             |
| hitomi                      | LOVE LIFE2                                        | 다카하시 요코(高橋ヨーコ) 마이야마 히데카즈(舞山秀一) | 2009년      | 겐토샤                                                                                             |
| 호소카와 후미에             | fumming                                           | 시노야마 기신                                         | 2009년 12월 | 고단샤                                                                                             |
| 가몬 요코(嘉門洋子)         | 사진집 가몬 요코(写真集 嘉門洋子)                 | 하시모토 마사시                                       | 2011년 2월  | 고단샤                                                                                             |
| 다바타 도모코               | 월간 NEO 다바타 도모코(月刊NEO田畑智子)           | 마쓰이 고이치로(松井康一郎)                           | 2011년 8월  | 이넷 프론티어(イーネットフロンティア). 아침 드라마 히로인 경험자의 돌연의 헤어 누드로 충격을 줬다. |
| 고토 리사(後藤理沙)         | lisa goto at nude                                 | 사토 마나부(佐藤学)                                   | 2012년 4월  | 고단샤                                                                                             |
| 니시모토 하루카(西本はるか) | Shape                                             | 니시다 고키(西田幸樹)                                 | 2012년 5월  | 고단샤                                                                                             |

## 영화의 헤어 누드

### 개설
일본의 영화 흥행에서는, 『영화윤리위원회』라는, 자주 규제 조직에 의한 심사를 거치는 필요가 있고, 이전에는 음모에 대해서 흐림 처리를 한다는 규칙이 있었다. 『감각의 제국』은 일본에서의 외국은 무수정으로 방영되었으나, 일본에서는 대폭 수정이 시행되어 상영되었다. 또, 같은 제목의 서적이 발행되었으나, 그 일부가 외설 문서 도화에 해당한다고 돼서, 외설물 유포 등의 죄에서 감독과 출판사 사장이 검거 기소되었다.
『정열의 화가 고야(情熱の画家ゴヤ, Goya or the Hard Way to Enlightenment)』(1971년, 소련/동독 영화)가 공개되었을 때 고야가 「옷을 벗은 마하」를 그리는 장면에서 모델의 헤어가 스크린 상에 비추어졌지만, 예술성이 높은 작품이었으므로 당국도 묵인했다. 
그후, 1985년 6월, 제1회 도쿄 국제 영화제에서 마이클 래드퍼드 감독의 영국 영화 『1984』(1984년 제작)이 흐림 처리가 없는 상태에서 상영되었다. 이 작품에서는 여배우인 수잔나 해밀턴 등이 음모를 노출하는 신이 있는데, 도쿄의 첫 대규모 영화제 개최이기에 제작자 측으로의 배려로 예외 조치가 잡히고, 그후에도 이 영화제 내에 한해서 음모 묘사를 인정하는 흐름이 생겼다.
1992년 5월, 프랑스 영화 『누드 모델』이 일반 공개에서는 처음으로, 흐림 처리 없이 헤어 누드 신을 포함한 상태로 상영되었다. 영화윤리위원회가 이 상영을 인정한 배경으로는, 누드 모델을 테마로 한 작품이고 헤어 누드 신이 대부분을 차지하기 때문에 수정을 넣으면 내용으로의 영향이 크다는 것, 사진에 있어서 전년에 「헤어 해금」이 행해지고 있던 것, 더욱이 이 작품은, 전년의 제4회 도쿄 국제 영화제에, 이미 흐림 처리가 없는 상태에서 상영된 것 등, 복합적인 환경을 들 수 있다. 영화윤리위원회는 이 작품의 심사에서 음모 수정을 「원칙」 레벨로 느슨하게 해, 성행위와 직접적인 관련이 없는 헤어 누드 신에 대해서는 실질적으로 무수정이 항상화되었다.
일본 영화 사상 첫 헤어 누드로 되는 것이, 1994년의 『사랑의 신세계(愛の新世界)』의 스즈키 사와(鈴木砂羽) · 가타오카 레이코(片岡礼子)의 누드 신이다.
그후 점점 제작 사이드에도 침투해, 헤어 해금 이전에 공개된 작품에 대해서도 2000년대, 「헤어 무수정판」 등으로 불리며 DVD 등의 미디어에서 릴리스되는 사례가 증가하고 있다. 근년에는 헤어 누드를 노출하는 것을 「배우 정신을 보인다」「전력을 다해 일한다」고 미디어에서 보도하는 경향이 있다. こ이것에 반대하는 견해도 일본에는 있지만, 해외에서는 유명 여배우나 대물 여배우가 영화에서 나체를 피로하고 있다.
하지만 근년의 일본에서는, CM 계약에 있어서, 이미지를 중시하는 기업 측이 여배우에 대해서 누드로 되지 않게끔 요청하는 케이스도 많고, 저명한 젊은 여배우가 알몸이 되는 것은, 그만큼 많지 않다.

### 주요 영화
영화에서 헤어 누드로 된 대표적인 여배우의 일람. 비디오 영화도 포함한다.
| 여배우                                                                      | 타이틀                                                                          | 감독                        | 공개 연월일      |
| --------------------------------------------------------------------------- | ------------------------------------------------------------------------------- | --------------------------- | ---------------- |
| 스미다 유키(墨田ユキ) 야가미 야스코(八神康子)                               | 묵동기담(墨東綺譚)                                                              | 신도 가네토                 | 1992년 6월 6일   |
| 스즈키 사와(鈴木砂羽) 가타오카 레이코(片岡礼子)                             | 사랑의 신세계(愛の新世界)                                                       | 다카하시 반메이(高橋伴明)   | 1994년 12월 17일 |
| 도미타 야스코                                                               | 남경의 그리스도(南京の基督)                                                     | 토니 오(トニー・オウ)       | 1995년 12월 9일  |
| 시마다 히로코(嶋田博子)                                                     | 남 모르는 발박자보 미도리(「物陰に足拍子」より MIDORI)                          | 히로키 류이치               | 1996년 6월 29일  |
| 후지이 가호리(藤井かほり)                                                   | 스왈로우테일 버터플라이                                                         | 이와이 슌지                 | 1996년 9월 14일  |
| 시이나 에이히(椎名英姫)                                                     | OPEN HOUSE                                                                      | 유키사다 이사오             | 1998년 6월 20일  |
| 가나야 아미코(金谷亜未子)                                                   | 치과의(歯科医)                                                                  | 나카하라 슌(中原俊)         | 2000년 2월 19일  |
| 미야마에 기요리(宮前希依)                                                   | 겁쟁이(똘마니)(弱虫（チンピラ）)                                                | 모치즈키 로쿠(望月六郎)     | 2000년 11월 11일 |
| 오기노메 게이코                                                             | 삼류 배우(三文役者)                                                             | 신도 가네토                 | 2000년 12월 2일  |
| 나카하라 쇼코(中原翔子)                                                     | Visitor Q(ビジターQ)                                                            | 미이케 다카시               | 2001년 3월 17일  |
| 사사키 유메카(佐々木ユメカ)                                                 | 도쿄 X 에로티카(トーキョー×エロティカ)                                          | 제제 다카히사               | 2002년 6월 15일  |
| 이토 아유미                                                                 | 올빼미(ふくろう)                                                                | 신도 가네토                 | 2004년 2월 7일   |
| 스기모토 아야(杉本彩) 우즈키 다에코(卯月妙子) 미사키(未向)                  | 꽃과 뱀(花と蛇)                                                                 | 이시이 다카시(石井隆)       | 2004년 3월 13일  |
| 이토 미카(伊東美華)                                                         | 완전한 사육 6 - 붉은 살의                                                       | 와카마쓰 고지               | 2004년 9월 18일  |
| 아키요시 구미코(秋吉久美子)                                                 | 투광의 나무(透光の樹)                                                           | 네기시 기치타로(根岸吉太郎) | 2004년 10월 30일 |
| 가와이 아오바(河井青葉)                                                     | 걸프렌드(ガールフレンド)                                                        | 히로키 류이치               | 2004년 11월 27일 |
| 구로사와 아스카                                                             | 데라시네(でらしね)                                                              | 나카하라 슌                 | 2004년 11월 27일 |
| 구로다 에미(黒田エミ)                                                       | 사치코의 화려한 생애(花井さちこの華麗な生涯)                                    | 메이케 미쓰루               | 2005년 11월 26일 |
| 사와라 메구미(早良めぐみ)                                                   | 게르마늄의 밤(ゲルマニウムの夜)                                                 | 오모리 다쓰시(大森立嗣)     | 2005년 12월 17일 |
| 스기모토 아야 아라이 미에코(荒井美恵)子 후지코(不二子)                      | 꽃과 뱀 2: 파리 / 시즈코(花と蛇2 パリ/静子)                                     | 이시이 다카시               | 2005년 5월 14일  |
| 이타야 유카(板谷由夏)                                                       | 욕망(欲望)                                                                      | 시노하라 데쓰오(篠原哲雄)   | 2005년 11월 19일 |
| 미야자키 마스미(宮崎ますみ)                                                 | 기묘한 서커스                                                                   | 소노 시온                   | 2005년 12월 24일 |
| 야마시타 요코(山下葉子) 구로사와 아스카                                     | 생츄어리(サンクチュアリ)                                                        | 제제 다카히사               | 2006년 10월 7일  |
| 가와고에 미와(川越美和)                                                     | 마쓰가네 난사사건                                                               | 야마시타 노부히로           | 2007년 2월 24일  |
| 아야세 쓰무기(綾瀬つむぎ)                                                   | 찰나(せつな)                                                                    | 다카하라 히데카즈(高原秀和) | 2007년 3월 23일  |
| 기타지마 마이(喜多嶋舞)                                                     | 사람이 사람을 사랑하는 일의 어쩔 수 없음(人が人を愛することのどうしようもなさ)  | 이시이 다카시               | 2007년 9월 8일   |
| 고지마 가나코(小島可奈子)                                                   | 나미다쓰보(泪壺)                                                                | 제제 다카히사               | 2008년 3월 1일   |
| 쓰키후네 사라라                                                             | 세상에서 가장 아름다운 밤(世界で一番美しい夜)                                   | 덴간 다이스케(天願大介)     | 2008년 5월 24일  |
| 마치다 마리(町田マリー)                                                     | 미요코(美代子阿佐ヶ谷気分)                                                      | 쓰보타 요시후미(坪田義史)   | 2009년 7월 4일   |
| 야스이 노리에(安井紀絵) 사쿠마 마유(佐久間麻由)                             | 이름 없는 여자들(名前のない女たち)                                              | 사토 히사야스(佐藤寿保)     | 2010년 9월 4일   |
| 사토 히로코                                                                 | 누드의 밤 - 사랑은 아낌없이 빼앗는 거야(ヌードの夜/愛は惜しみなく奪う)          | 이시이 다카시               | 2010년 10월 2일  |
| 에자와 미도리(江澤翠)                                                       | 사랑할 때, 사랑받을 때(愛するとき、愛されるとき)                                | 제제 다카히사               | 2010년 10월 9일  |
| 가몬 요코(嘉門洋子)                                                         | 불륜순애(不倫純愛)                                                              | 야자키 히토시(矢崎仁司)     | 2011년 1월 22일  |
| 미즈노 미키 가구라자카 메구미 도가시 마코토(冨樫真)                         | 길티 오브 로맨스                                                                | 소노 시온                   | 2011년 11월 12일 |
| 가타야마 히토미(片山瞳)                                                     | 해연호텔 블루(海燕ホテル・ブルー)                                               | 와카마쓰 고지               | 2012년 3월 24일  |
| 단 미쓰                                                                     | 나의 노예가 되어주세요(私の奴隷になりなさい)                                    | 가메이 도루(亀井亨)         | 2012년 11월 3일  |
| 에구치 노리코 지바 미쿠(千葉美紅) 마키노 후코(牧野風子)                     | 전쟁과 한 여자                                                                  | 이노우에 준이치(井上淳一)   | 2013년 4월 27일  |
| 사사키 고코네(佐々木心音)                                                   | 내 여친은 피규어                                                                | 이시이 다카시               | 2013년 6월 15일  |
| 나카지마 교코(中島京子) 다니무라 미나미(谷村みなみ) 하즈키 노조미           | 머더 필름 스토커에게 노려진 메이드(マーダーフィルム ストーカーに狙われたメイド) | 오카자키 요시유키(岡崎喜之) | 2013년 9월 13일  |
| 마미야 유키(間宮夕貴) 야시키 히로코(屋敷紘子)                               | 달콤한 채찍                                                                     | 이시이 다카시               | 2013년 9월 21일  |
| 모리노 미사키(森野美咲)                                                     | 꽃새장 여인: 네코짱(花鳥籠)                                                     | 요리코 준(ヨリコジュン)     | 2013년 11월 23일 |
| 사쿠라기 리나(桜木梨奈)                                                     | 하나다마(華魂)                                                                  | 사토 히사야스               | 2014년 1월 19일  |
| 하가 유리아                                                                 | 빨강×핑크(赤×ピンク)                                                            | 사카모토 고이치(坂本浩一)   | 2014년 2월 22일  |
| 다카하시 미쓰코(高橋美津子)                                                 | 무국적소녀                                                                      | 오시이 마모루               | 2015년 7월 25일  |
| 기지마 노리코(木嶋のりこ) 마미야 유키                                       | 다락방의 산책자(屋根裏の散歩者)                                                 | 구보타 쇼지(窪田将治)       | 2016년 7월 23일  |
| 리코(璃子)                                                                  | 좋아하지도 않으면서(好きでもないくせに)                                         | 요시다 고타(吉田浩太)       | 2016년 9월 3일   |
| 도미테 아미(冨手麻妙) 쓰쓰이 마리코 시모무라 아이 요시무타 마나(吉牟田眞奈) | 안티포르노                                                                      | 소노 시온                   | 2017년 1월 28일  |
| 하루 나쓰코(永夏子) 마쓰다 리마(松田リマ)                                   | STILL LIFE OF MEMORIES                                                          | 야자키 히토시               | 2018년 7월 21일  |
| 니시카와 가나코(西川可奈子)                                                 | 언더 유어 베드(アンダー・ユア・ベッド)                                          | 아사토 마리                 | 2019년 7월 19일  |
| 에모토 다스쿠 다키우치 구미                                                 | 분화구의 두 사람                                                                | 아라이 하루히코             | 2019년 8월 23일  |
| 오구라 유나                                                                 | 언젠가…(R-15판)(いつか…（R-15版）)                                              | 다카하라 히데카즈           | 2019년 8월 23일  |
| 네오 아카리                                                                 | 조력자(たすけびと)                                                              | 오제키 유지로(小関裕次郎)   | 2022년 10월 14일 |

### 내용주
1. ↑  인터넷이 일반적으로 된 2000년대 반에는 「뒷책(裏本)」의 사진집 자체가 종이 매체로는 볼 수 없게 되었다.
2. ↑  미야자와는 이 전년에도 캘린더에서 훈도시 모습을 게재하고 있다
3. ↑  2015년에는 STAP 소동의 와중에 있던 오보카타 하루코(小保方晴子)의 헤어 누드까지 잡혀 사태로 되었다[20]。
4. ↑  헤어 해금 후의 2000년에 무수정판이 리바이벌 상영됐다
5. ↑  전 평판과의 낙차로 물의를 빚은 이토 미사키(『괭이갈매기(海猫)』)의 예가 이에 해당한다고 보도되었다

### 참조주
1. ↑  「헤어 전선 이상 유!?(ヘアー前線異常あり！？)」 『Beppin 1993년 5월호 No.106』
2. ↑  “시노야마 기신(篠山紀信)에게 간청된 몰서로 된 스쿠프의 추억... 미야자와 리에의 그라비아와 교환으로(篠山紀信に懇願されてボツにしたスクープの思い出…宮沢りえのグラビアと引き換えに)”. 《닛칸겐다이 DIGITAL(日刊ゲンダイDIGITAL)》. 닛칸겐다이(日刊ゲンダイ). 2024년 1월 21일. 2024년 1월 21일에 확인함.
3. ↑  「극히 해학 고식하다 나체화의 단속 국부에 검은 천을 걸쳐서 진열(滑稽姑息極まる 裸体画の取締 局部に黒布を纏うて陳列)」 고쿠민신문(国民新聞) 1900년(메이지 33년) 10월 22일 『신문 집성 메이지편 연사 제11권(新聞集成明治編年史 第十一卷)』 p.140(국립국회도서관 근대 디지털 라이브러리에서 열람)
4. 1 2  『일본잡지협회(日本雑誌協会) 일본서적출판협회 50년사(日本書籍出版協会50年史)』 pp.139-151
5. ↑  「연표(털) 20세의 역사(年表（毛）20歳の歴史)」『Beppin 1993년 5월호 No.106』 p.125
6. ↑  「예술 or 외설!? 경계상의 (털) 기사(芸術or猥褻！？境界上の（毛）記事)」『Beppin 1993년 5월호 No.106』 p.124
7. ↑  「겟 백! 70▶80년대 여배우 사진집 레어 그루브 PART.1 전편 · 후편(ゲットバック！70▶80年代女優写真集レアグルーヴ PART.1 前編・後編)」『오타카라 걸즈 스페셜 vol.1(お宝ガールズ スペシャル vol.1)』 코어 매거진(コアマガジン) 1997년 6월 1일 pp.30-53
 「겟 백! 70▶80년대 여배우 사진집 레어 그루브 PART.2(ゲットバック！70▶80年代女優写真集レアグルーヴ PART.2)」『오타카라 걸즈 vol.3(お宝ガールズ vol.3)』 코어 매거진(コアマガジン) 1997년 3월 4일 pp.34-42,52-59
 「겟 백! 70▶80년대 여배우 사진집 레어 그루브 PART.3(ゲットバック！70▶80年代女優写真集レアグルーヴ PART.3)」『오타카라 걸즈 vol.4(お宝ガールズ vol.4)』 코어 매거진(コアマガジン) 1997년 3월 4일 pp.54-58
 「겟 백! 70▶80년대 여배우 사진집 레어 그루브 PART.4(ゲットバック！70▶80年代女優写真集レアグルーヴ PART.4)」『오타카라 걸즈 1997년 7월호(お宝ガールズ 1997年7月号)』 코어 매거진(コアマガジン) 1997년 7월 1일 pp.41-45
8. ↑  「더 헤어더스 1996(ザ・ヘアダス1996)」 『데라벳핀(デラべっぴん) 1996년 2월호 No.123』 에이치 출판(英知出版) p.32
9. ↑  호센 가오루(宝泉薫) 『아이돌이 벗은 이유(アイドルが脱いだ理由（わけ）)』 pp.8-13,146-150
10. ↑  「미야자와 리에 【헤어 누드】 이전 아이동 전라 사진집 Classic 70년대 데뷔조(宮沢りえ【ヘアヌード】以前アイドル全裸写真集Classic 70年代デビュー組)」『오타카라 걸즈 vol.3(お宝ガールズ vol.3)』 코어 매거진(コアマガジン) 1997년 3월 4일 pp.34-42
 「미야자와 리에 이후 아이돌 전라 사진집 해체신서(宮沢りえ以後アイドルまる裸写真集解体新書)」『오타카라 걸즈 1998년 7월호(お宝ガールズ 1998年7月号)』 코어 매거진(コアマガジン) 1998년 7월 1일 pp.32-55
11. 1 2  “1990년대 아째서 대물 여배우들은 차차 벗은 건가(なぜ大物女優たちは次々に脱いだのか)│NEWS 포스트 세븐(NEWSポストセブン)”. 2024년 5월 29일에 원본 문서에서 보존된 문서. 2024년 5월 29일에 확인함.
12. ↑  「당시 18세에 인기 절정의 아이돌이었던 미야자와 리에가, 사진집 『Santa Fe』에서 벗은 영향으로, 젊고 팔리고 있을 때에 벗자는 분위기도 나타났다.(当時18歳で人気絶頂のアイドルだった宮沢りえが、写真集『Santa Fe』で脱いだ影響で、若くて売れている時に脱ごうという雰囲気もできた。)」「벗으면 여배우로 더욱이 팔린다는 많은 성공 사례가 생기고, 설득하기 쉬운 상황이 정리되었다. 또 『그 사람이 벗어서 브레이크했다면……』이라고, 여배우끼리에서도 경쟁 의식이 일어나 차차 사진집이 간행되어 갔습니다(脱げば女優としてさらに売れるという多くの成功例ができ、口説きやすい状況が整った。また『あの人が脱いでブレイクしたなら……』と、女優同士での競争意識が働き次々と写真集が刊行されていきました)」[11]
13. ↑  「맛있는 누돌(누들) · 파라다이스(美味しいヌードル・パラダイス)」『투고 사진(投稿写真) 1994년 6월호』 산 출판(サン出版) 1994년 6월 1일 pp.29-36
14. ↑  「벗겨진 아이돌들(脱がされたアイドルたち)」『Beppin No.127 1985년 10월 15일호』 pp.33-40
15. ↑  호센 가오루(宝泉薫) 『아이돌이 벗은 이유(アイドルが脱いだ理由（わけ）)』 pp.160-170
16. ↑  사진가 레슬리 키 외설 사건에, 가노 덴메이가 반론 '페니스도 아트!'(写真家レスリー・キー猥褻事件に、加納典明が反論 「ペニスだってアート！」)｜사이조 premium(サイゾーpremium)
17. ↑  「1994년에는 250권 이상의 헤어 누드 사진집이 출판」[11]
18. ↑  성 표현에서의 신 전개에 전문가 '남자의 헤어 누드 해금이겠죠'(性表現での新展開に専門家「男のヘアヌード解禁でしょうね)」│NEWS 포스트 세븐(NEWSポストセブン)
19. ↑  「미야자와 리에 이후 아이돌 전라 사진집 해체신서(宮沢りえ以後アイドルまる裸写真集解体新書)」『오타카라 걸즈(お宝ガールズ) 1998년 7월호』 코어 매거진(コアマガジン) 1998년 7월 1일 pp.32-55
20. ↑  오보카타 하루코 STAP 고백 & 헤어 누드 쟁탈전이 발발했다!(小保方晴子 STAP告白＆ヘアヌード争奪戦が勃発した！) - 주간 실화(週刊実話)
21. ↑  「헤어 누드 6년째에 아무래도 '보기 질려'오는 조락의 다음은(ヘアヌード6年目でさすがに「見飽き」られてきた凋落の次は) 」 『주간 신초(週刊新潮)』 41권 49호 신초샤(新潮社) 1996년 12월 26일 pp.132-137
22. ↑  「특집 헤어 누드 붐의 종언(特集 ヘアヌードブームの終焉)」『쓰쿠(創)』 27권 1호 쓰쿠루 출판(創出版) 1997년 1월호 pp.22-47
23. ↑  「잘 가라 헤어 누드 복권하는 지라리즘(チラリズム, 전라나 성기의 노출 등 직접적인 성적 어필이 아닌, 우연적으로 눈에 들어오는 속옷이나 살결 등에 흥분하는 성적 취향)의 미학(さらばヘアヌード 復権するチラリズムの美学)」 『선데이 마이니치(サンデー毎日)』 76권 8호 마이니치 신문 출판(毎日新聞出版) 1997년 3월 2일 pp.140-143
24. ↑  모토키 마사히코(元木昌彦) 「'헤어 누드' 붐 종언이 향하는 목적지는?(「ヘアヌード」ブーム終焉が向かう先は?)」 『주간 아사히(週刊朝日)』 아사히 신문 출판(朝日新聞出版) 2008년 5월 16일 113권 22호 p.118
25. ↑  호센 가오루(宝泉薫) 『아이돌이 벗은 이유(アイドルが脱いだ理由（わけ）)』 pp.150-160
26. ↑  「간노 미호도 낸 '헤어 누드 사진집' 본인이 밝히는 벗은 이유란(菅野美穂も出した「ヘアヌード写真集」 本人が明かす脱いだ理由とは) - 익사이트 뉴스(エキサイトニュース)」
27. ↑  시마 하루요시(しまはるよし) 「－－사진집 곤자쿠 모노가타리－－헤어에서 소프트까지 (１) 마쓰자카 게이코 '벚꽃 전설'의 뒤(－－写真集今昔物語－－ヘアからソフトまで（１）松坂慶子「さくら伝説」の裏) 보관됨 2021-05-19 - 웨이백 머신」 『석간 후지 특별 수사반 '추적'(夕刊フジ特捜班「追跡」) 보관됨 2021-05-16 - 웨이백 머신』 2002년 10월 3일
28. ↑  시마 하루요시 「－－사진집 곤자쿠 모노가타리－－헤어에서 소프트까지 (４) 디플레이션 시대의 사진집의 현장(－－写真集今昔物語－－ヘアからソフトまで（４）デフレ時代の写真集の現場) 보관됨 2010-06-12 - 웨이백 머신」 『석간 후지 특별 수사반 '추적'(夕刊フジ特捜班「追跡」)』
29. ↑  도의 신청으로 '자주 규제' 주간지에서 헤어 누드 사라지는 건가(都の申し入れで「自主規制」 週刊誌からヘアヌード消えるのか) : J-CAST 뉴스(J-CASTニュース)
30. ↑  '누드 그라비아'를 함께 게재하면 '외설성 증가'? 경시청이 춘화 게재한 4지에 구두로 '지도'(「ヌードグラビア」を併せて掲載すると「わいせつ性増す」？ 警視庁が春画掲載の4誌に口頭で「指導」) : J-CAST 뉴스(J-CASTニュース)
31. ↑  호센 가오루(宝泉薫) 『아이돌이 벗은 이유(アイドルが脱いだ理由（わけ）)』 pp.10-11
32. ↑  『데라벳핀(デラべっぴん) 1993년 12월호 No.97』 에이치 출판(英知出版) 1993년 12월호 pp.109-111
33. ↑  호센 가오루(宝泉薫) 『아이돌이 벗은 이유(アイドルが脱いだ理由（わけ）)』 pp.196-201
34. ↑  MSN 산케이 뉴스(MSN産経ニュース)「【보고합니다!】 거기까지 벗어버리는 거야!? 30대에 「머터니티 누드」 큰 붐 hitomi씨의 성공도 영향인가(【報告します！】そこまで脱いじゃうの!? 30代に「マタニティーヌード」大ブーム hitomiさんの成功も影響か)」 (2009년 7월 11일||
35. ↑  J-CAST 뉴스 (J-CASTニュース) 「hitomi에게 지지 않고 임산부가 도전 '산월 누드'가 붐(hitomiに負けずに妊婦が挑戦 「臨月ヌード」がブーム)」 (2009년 7월 3일||
36. ↑  마쓰모토 쇼에쓰(松本昌悦), 「'감각의 제국' 사건 항소심 결정(헌법 판례 연구(3))(「愛のコリーダ」事件控訴審判決(憲法判例研究(3)))」 주쿄대학 법학부(中京大学法学部) 『주쿄 법학(中亰法學)』 17권 2호 p.22-43, 1983년, NAID 110006201087

## 참고 문헌
- 「헤어 전선 이상 유!?(ヘアー前線異常あり！？)」 『Beppin 1993년 5월호  No.106』 에이치 출판(英知出版) 1993년 5월 1일 pp.121-128
- 후타미 사토루(二見暁) 『나는 '헤어' 누드의 주모자(僕は「ヘア」ヌードの仕掛人)』 요센샤(洋泉社) 1994
- “특집 '헤어 누드' 신드롬(特集「ヘアヌード」シンドローム)”. 《광고 비평(広告批評)》 (마도라 출판(マドラ出版)) (176). 1994년 10월 1일. NDLJP:1853148.
- 「벗겨진 아이돌들(脱がされたアイドルたち)」 『Beppin 1995년 10월 15일호 No.127』 에이치 출판(英知出版) 1995년 10월 15일 pp.33-40
- 「더 헤어더스 1996(ザ・ヘアダス1996)」 『데라벳핀(デラべっぴん) 1996년 2월호 No.123』 에이치 출판(英知出版) pp.31-36
- 「미야자와 리에 【헤어 누드】 이전 아이돌 전라 사진집 Classic 70년대 데뷔조(宮沢りえ【ヘアヌード】以前アイドル全裸写真集Classic 70年代デビュー組)」「겟 백! 70▶80년대 여배우 사진집 레어 그루브 PART.2(ゲットバック！70▶80年代女優写真集レアグルーヴ PART.2)」『오타카라 걸즈(お宝ガールズ) vol.3』 코어 매거진(コアマガジン) 1997년 3월 4일 pp.34-42,52-59
- 「겟 백! 70▶80년대 여배우 사진집 레어 그루브 PART.1 전편 · 후편(ゲットバック！70▶80年代女優写真集レアグルーヴ PART.1 前編・後編)」『오타카라 걸즈 스페셜(お宝ガールズ スペシャル vol.1)』 코어 매거진(コアマガジン) 1997년 6월 1일 pp.30-53
- 「겟 백! 70▶80년대 여배우 사진집 레어 그루브 PART.3(ゲットバック！70▶80年代女優写真集レアグルーヴ PART.3)」『오타카라 걸즈(お宝ガールズ) vol.4』 코어 매거진(コアマガジン) 1997년 3월 4일 pp.54-58
- 「겟 백! 70▶80년대 여배우 사진집 레어 그루브 PART.4(ゲットバック！70▶80年代女優写真集レアグルーヴ PART.4)」『오타카라 걸즈(お宝ガールズ) 1997년 7월호』 코어 매거진(コアマガジン) 1997년 7월 1일 pp.41-45
- 「미야자와 리에 이후 아이돌 전라 사진집 해체신서(宮沢りえ以後アイドルまる裸写真集解体新書)」『오타카라 걸즈(お宝ガールズ) 1998년 7월호』 코어 매거진(コアマガジン) 1998년 7월 1일 pp.32-55
- 호센 가오루(宝泉薫) 『아이돌이 벗은 이유―그날, 그때, "그녀들"은 어째서 결심한 것인가!?(アイドルが脱いだ理由（わけ）―あの日、あの時、"彼女たち"はなぜ決心したのか！？)』 ＜별책 다카라지마Real(別冊宝島Real) 021호＞ 다카라지마샤(宝島社) 2001년 9월 30일
- 다카스 모토지(高須基仁) 『털의 상인: 헤어 누드의 주모자가 폭로하는, 여배우 · 탤런트 (비)화(毛の商人 : ヘアヌードの仕掛人が暴露する、女優・タレント(秘)話)』 코어 매거진(コアマガジン) 2004
- 『50년사』 편집위원회(『50年史』 編集委員会) 『일본잡지협회 일본서적출판협회 50년사(日本雑誌協会 日本書籍出版協会 50年史)』 일본잡지협회(日本雑誌協会) 2007년 11월
- 모코기 마사히코(元木昌彦) 『'슈칸겐다이' 편집장 전기(「週刊現代」編集長戦記)』 이스트 프레스(イースト・プレス) 2015년

## 같이 보기
- 누드 사진
- 누드 신
- 누드 모델
- 어덜트 모델
- 오시마 나기사 - 감각의 제국의 감독
- 데라야마 슈지
- 다케치 데쓰지(武智鉄二) - 「검은 눈 재판(黒い雪裁判)」에서는, 외설 도화 공연 진열죄로 기소되었다
- 닛카쓰 로망 포르노
- 만 레이
- 헬무트 뉴튼
- 적 스터지스
- 핑크 영화
- 포르노그래피